# دومینیک شروود
دومینیک شِروود (به انگلیسی: Dominic Sherwood) (زاده ۶ فوریه ۱۹۹۰) بازیگر ، مدل ، موسیقی‌دان انگلیسی است.
از فیلم‌های معروف او می‌توان به بازی در فیلم آکادمی خون‌آشامی و خون‌بهای میلیونر اشاره کرد.او همچنین در موزیک ویدئو استایل از تیلور سوئیفت ایفای نقش کرده است.وی بیشتر برای ایفای نقش در سریال شکارچیان سایه شناخته میشود.